# Cocula (kommun i Mexiko, Guerrero, lat 18,14, long -99,70)
Cocula är en kommun i Mexiko.   Den ligger i delstaten Guerrero, i den södra delen av landet, 160 km söder om huvudstaden Mexico City. Antalet invånare är 13 884. Arean är 339 kvadratkilometer.
Terrängen i Cocula är kuperad åt sydost, men åt nordväst är den bergig.
Följande samhällen finns i Cocula:
- Cocula
- Nuevo Balsas
- Tlanipatlán
- Mohonera
- Colonia Tomás Gómez
- Tecomatlán
- La Fundición
- El Real del Limón
- Las Mesas